# Exposition internationale de Plovdiv (1985)
L’Exposition Internationale de Plovdiv  (Exposition mondiale des réalisations des jeunes inventeurs) est une exposition spécialisée reconnue par le Bureau international des Expositions.
Elle s’est déroulée, sous l’égide de l’OMPI, une institution spécialisée des Nations unies, du 4 novembre au 30 novembre 1985 à Plovdiv, en Bulgarie, sur le thème des  « réalisations des jeunes inventeurs ». Elle accueillit 1 million de visiteurs.